# Ausbildungsquote
Unter Ausbildungsquote versteht man die Anzahl der sich in Ausbildung befindenden Beschäftigten im Verhältnis zur Gesamtzahl aller Beschäftigten. In Deutschland lag die Ausbildungsquote 2006 bei 4,8 %. Eine Reihe von Betrieben bildet nicht aus. Teilweise fehlt es an der Genehmigung zur Ausbildung, teilweise sind die Unternehmen zu klein, teilweise scheuen sie den Aufwand der Ausbildung. Betrachtet man die ausbildenden Unternehmen, so liegt die durchschnittliche betriebliche Ausbildungsquote im Jahr 2006 bei 6,4 %.
Die Ausbildungsquoten variieren nach Region, Branche und Betriebsgröße und auch von Unternehmen zu Unternehmen.
In den neuen Bundesländern liegt die Ausbildungsquote bei 5,9 %, in den alten Bundesländern bei 4,5 %.
Während es im Osten insbesondere die Großbetriebe sind, die die höchste Ausbildungsquote haben (Unternehmen im Osten mit über 500 Mitarbeitern: 8 %) liegt die Ausbildungsquote im Westen mit 5,3 % in der Größenklasse 10–49 Mitarbeiter am höchsten. Hierzu trägt insbesondere das Handwerk bei.
Betrachtet man die Branchen, so fällt die Ausbildungsquote insbesondere in den Branchen niedrig aus, die hohe Anteile an Akademikern beschäftigen (z. B. Sonstige Dienstleistungen überwiegend für Unternehmer – Westen 1,5 %, Osten 1,1 %). Hohe Ausbildungsquoten haben Bauindustrie (7,2 %/ 5,0 %), oder Gastgewerbe (6,3 % / 10,8 %).

## Ausbildungsquoten einiger Unternehmen
| Unternehmen                     | Quote | Jahr |
| ------------------------------- | ----- | ---- |
| Wittenstein AG                  | 13 %  | 2015 |
| Dehn und Söhne                  | 10 %  |      |
| Webasto AG                      | 9,1 % | 2009 |
| Forschungszentrum Jülich        | 9 %   |      |
| Ostsächsische Sparkasse Dresden | 8,1 % | 2011 |
| Oldenburgische Landesbank       | 7,3 % | 2011 |
| ABB in Deutschland              | 5,9 % | 2009 |
| DaimlerChrysler                 | 5,3 % | 2003 |
| Phoenix Contact GmbH & Co. KG   | 5,0 % | 2007 |
| Volkswagen AG                   | 4,2 % | 2003 |
| Ford                            | 3,3 % | 2003 |
| Opel                            | 2,8 % | 2003 |
| Adidas                          | 2,0 % | 2006 |

## Maßnahmen zur Erhöhung der Ausbildungsquote
Die Ausbildungsquote schwankt im Konjunkturverlauf typischerweise deutlich. Insbesondere in konjunkturellen Schwächeperioden ist die Ausbildungsquote so gering, dass die Nachfrage nach Ausbildungsplätzen das Angebot übersteigt. Man spricht dann von einer Lehrstellenlücke. Diese korrespondiert zum einen mit Jugendarbeitslosigkeit und führt potentiell zu Facharbeitermangel. Daher besteht die politische Forderung nach Erhöhungen der Ausbildungsquote. Hierbei gibt es verschiedene Ansätze. Zum einen wird versucht, über gemeinsame Aktionen von Politik, Arbeitgebern und Gewerkschaften die Voraussetzungen für Ausbildung zu verbessern. Historische Beispiele sind die Konzertierte Aktion oder das Bündnis für Arbeit.
Die Mehrzahl der Wirtschaftswissenschaftler sowie die Arbeitgeberverbände verweisen darauf, dass die Höhe der Ausbildungsvergütungen zu einer Verringerung der Zahl der angebotenen Ausbildungsplätze und damit zu einer niedrigen Ausbildungsquote führt. Ebenfalls als Motiv für den Abbau von Ausbildungsplätzen wird die gewerkschaftliche Forderung nach Übernahmegarantien für die Auszubildenden gewertet.
Die Gewerkschaften und Teile von SPD und Grünen sowie die Linke fordern hingegen die Einführung einer Ausbildungsplatzabgabe und die Verwendung dieser Mittel für überbetriebliche Ausbildung.